# Jean-Pierre Veyrat
Pour les articles homonymes, voir Veyrat.
Ne pas confondre avec Jean Veyrat (1913-1944), résistant français.
Jean-Pierre Veyrat, né le 1er juillet 1810 à Grésy-sur-Isère et mort en 1844 à Chambéry, est un poète. 
D'inspiration libertaire,, il a été membre de l'académie de Savoie. Il est parfois surnommé le « Lamartine des Alpes ».

## Biographie

### Origine
Jean-Pierre Veyrat naît le 1er juillet 1810 à Grésy-sur-Isère, qui à cette période se trouve dans le département du Mont-Blanc, au sein du Premier Empire,. Il est le fils, issu d'un second mariage, de François Veyrat.
Il semble manier les vers dès son plus jeune âge. Il entreprend ses études au collège de Conflans, avant de poursuivre au petit séminaire de Saint-Pierre-d'Albigny. Il entreprend cependant des études de médecine, dans la ville de Chambéry,. Jules Philippe explique en partie ce choix par son origine familiale « médiocre » et comprenant « que le métier de littérateur de province ne pouvait l'aire à vivre ».

### Engagement politique
La Savoie redevient un duché sous le règne des princes de Savoie, en 1814. Il apparaît comme un antimonarchiste et son activisme l'oblige à fuir en France en 1832,. Il semble projeter de lancer une révolution dans son pays d'origine afin ensuite de s'étendre jusque dans la péninsule italienne.
Il s'installe un temps à Lyon où il fonde avec le poète Louis-Agathe Berthaud (1810-1843) une satire hebdomadaire en vers, intitulée l'Homme rouge. Mais à la fin de l'année 1833, les deux poètes finissent par monter ensemble à Paris où Jean-Pierre Veyrat, fort de sa réputation, collabore à l'occasion dans certains journaux.
En 1838, gravement atteint par la phtisie, il engage une demande en grâce auprès du roi Charles-Albert de Sardaigne afin de pouvoir retourner vivre et retrouver sa famille dans le duché de Savoie. Acceptée, grâce au soutien d'anciens amis et de Mgr André Charvaz, évêque de Pignerol, qui fut précepteur des enfants du roi, il peut revenir à Chambéry en 1837.

## Postérité
Une exposition fut organisée en 2010 dans sa ville natale de Grésy-sur-Isère pour le bicentenaire de sa naissance.